# Ab ovo

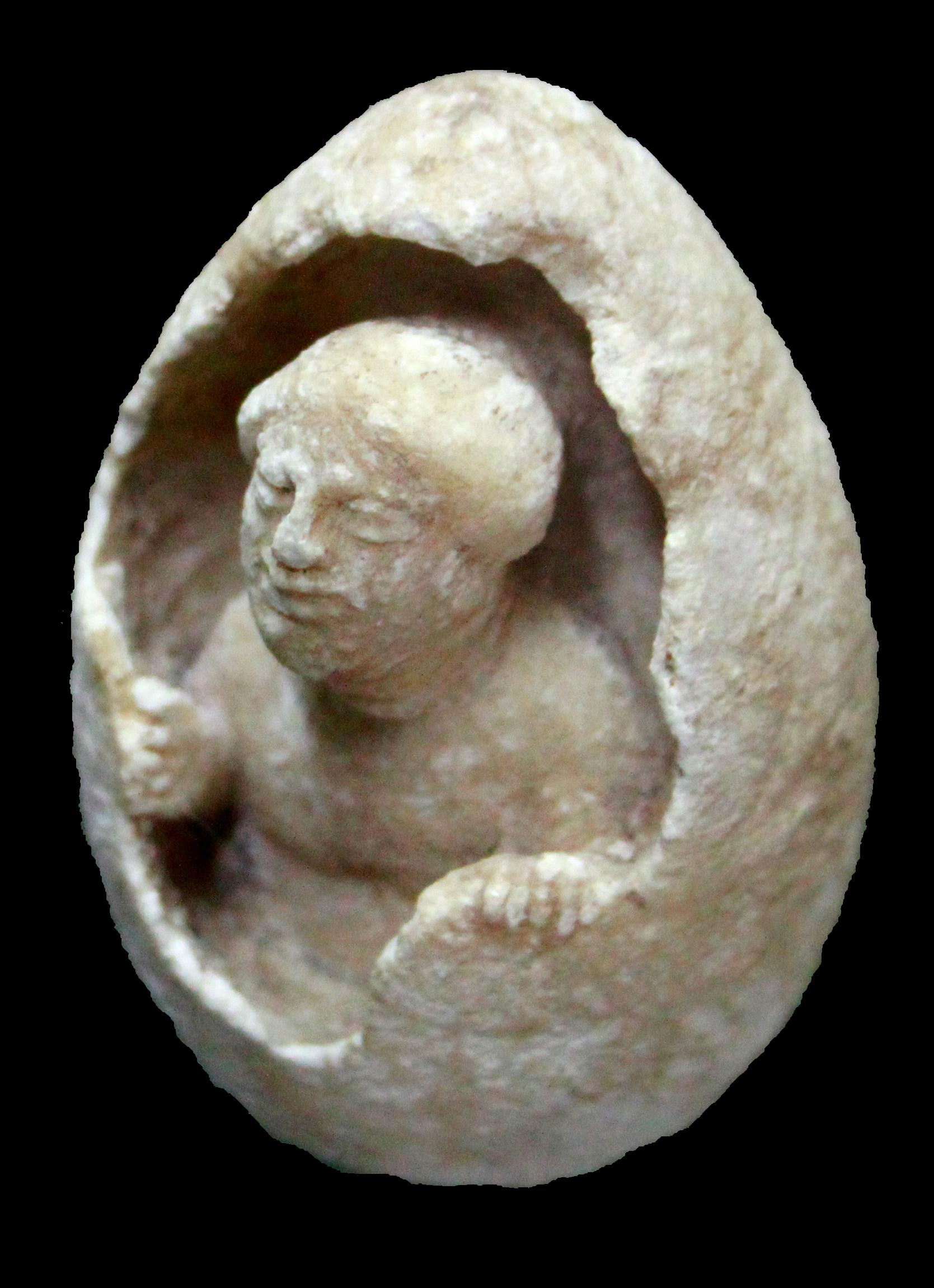
Helena komt tevoorschijn uit het ei (sculptuur uit de 5e eeuw v.Chr.)

Ab ovo (vanaf het ei) is een Latijnse uitdrukking die zoveel betekent als "van het begin af aan". De dichter Horatius gebruikte ab ovo in twee verschillende contexten (Ars poetica 147 en Saturae 1.3.6-7).

## Horatius
In de Satiren heeft Horatius het over ab ovo usque ad mala ("vanaf het ei tot de appels"). Hij gebruikt hier de Romeinse gewoonte een banket met eieren te beginnen en met fruit te beëindigen als metafoor om te zeggen "van begin tot eind". Vaak wordt alleen het eerste deel gebezigd.
Zijn tweede gebruik, dat een letterkundig begrip werd, komt voor in de Ars poetica, waar Horatius instemmend beschrijft hoe Griekse heldendichten aanvangen in het midden van de actie, en niet strikt chronologisch zijn opgebouwd. Hij geeft daarbij het voorbeeld van de Trojaanse Oorlog (lees: Homeros' Ilias), die niet begint met het uitbroeden van het ei waaruit Helena voortkwam, maar direct met de wrok van Achilles:
| Nec reditum Diomedis ab interitu Meleagri   | Geen Meleagers dood opent bij hem 'De Terugreis     |
| Nec gemino bellum Troianum orditur ab ovo   | van Diomedes', geen tweelingei de Ilias.            |
| Semper ad eventum festinat et in medias res | Hij haast zich altijd naar het eind, in medias res  |
| Non secus ac notas auditorum rapit et quae  | sleurt hij de luisteraar, als was de stof bekend,   |
| Desperat tractata mitescere posse relinquit | en wat geen glansstuk worden kan, dat laat hij weg. |
| (Ars Poetica 146-150)                       | (vert. Piet Schrijvers)                             |

## Literaire betekenis
Naar het voorbeeld van de Ars poetica wordt de uitdrukking veel gebruikt in verhaalanalyses om uit te drukken dat het verhaal vanaf het begin begint, en dus niet in medias res (in het midden van de handeling, zonder inleiding) of post rem / in ultimas res (aan het einde van het verhaal). De lezer krijgt een inleiding op het verhaal en maakt kennis met de personages, hun omstandigheden en de (fysieke en psychologische) toestand waarin zij zich bevinden. Deze inleiding met zijn expositie of backstory zorgt ervoor dat lezers genoeg informatie krijgen om de daaropvolgende gebeurtenissen te begrijpen.
Een tot parodie doorgevoerde toepassing van ab ovo is te vinden in The Life and Opinions of Tristram Shandy, Gentleman van Laurence Sterne (1759-1767). Hij beschrijft alle omstandigheden zo uitvoerig dat hij pas in het vijfde hoofdstuk toekomt aan de geboorte van de protagonist. Zijn rechtvaardiging geeft hij in het vorige hoofdstuk:
For which cause, right glad I am, that I have begun the history of myself in the way I have done; and that I am able to go on tracing every thing in it, as Horace says, ab Ovo. Horace, I know, does not recommend this fashion altogether: But that gentleman is speaking only of an epic poem or a tragedy; – (I forget which) – besides, if it was not so, I should beg Mr. Horace's pardon; – for in writing what I have set about, I shall confine myself neither to his rules, nor to any man's rules that ever lived.